# Дракон (греческий законодатель)
Дра́кон, или Дра́конт (греч. Δράκων [ˈdra.kɔːn]) — афинянин, один из древнейших законодателей Греции.
Составил для Афинской республики в 621 году до н. э. первые писанные законы, далеко не всецело отменённые Солоном. Свод законов, введённый им, был так суров, что возникло крылатое выражение «драконовские меры», относящееся к чрезвычайно строгим наказаниям.

## Законодательство
Законы об убийстве, отмеченные именем Драконта, сохраняли силу с некоторыми, вероятно, изменениями долгое время и после Солона, а после олигархического переворота в 411 году до н. э. драконовские положения уголовного права были снова начертаны на каменных скрижалях и выставлены на городской площади ко всеобщему руководству; они были в силе ещё в IV веке до н. э., как видно из многократных на них ссылок Демосфена. По-видимому, Драконт внёс в афинское право различие между убийством умышленным и ненамеренным; определил условия, при которых ненамеренное убийство признавалось не наказуемым и допускало примирение родственников убитого с убийцей. Законодательство Драконта было направлено к охране имущественных интересов господствующего меньшинства, к которому принадлежал сам Драконт. Кража полевых плодов наказывалась смертью, как святотатство, кощунство или предумышленное убийство. Вообще смертная казнь занимала преобладающее место в ряду наказаний, определяемых законами Драконта, благодаря чему суровость их вошла в поговорку ещё в древности.

## Политическая деятельность
В сочинении Аристотеля «Афинская полития» Драконт предстаёт политическим реформатором, признавшим политическую полноправность за всеми афинянами, способными служить на собственном иждивении в тяжело вооружённых войсках. В политию Драконта входили народное собрание из 401 человека, ареопаг, архонты, стратеги, пританы и прочие должностные лица, назначаемые жребием; граждане делились на классы по имуществу и по праву избираемости на должности. Относящаяся к этому предмету глава «Политии» сохранилась в рукописи с пробелами; при этом её автор не располагал документальными сведениями о столь далёкой древности. Кроме того, никакой другой писатель не упоминает о драконовской конституции — показания «Политии» находятся, по-видимому, в противоречии с замечанием самого Аристотеля в другом его сочинении («Политике»), что законы Драконта превзошли существующее государственное устройство.

## Драконтовская республика
Вероятнее всего, политический строй Афин, соединяемый с именем Дракона, — не более как сохранённая им форма правления, раньше выработанная жизнью. Наделяя всё афинское гражданство без различия состояния и происхождения политическим верховенством, Солон только увенчал здание, многие части которого изготовлены были уже задолго до него. Ко времени Драконта наступил переход натурального хозяйства к денежному, образовался класс граждан не знатных, но зажиточных, отвоевавших себе у родовой знати активное участие в управлении. Драконтовская республика была последней, плохо удавшейся попыткой удержать в стороне от власти и в экономической зависимости от меньшинства многолюднейший и беднейший класс малоземельных и безземельных афинян. Должностным лицом Драконт не был, как, например, Солон — архонтом; записаны были только законы Драконта, а не основания того политического устройства, которое приурочивалось к его имени.

## Интересные факты
- По замечанию Б. Н. Тимофеева-Еропкина, устоявшаяся фраза «драконовские законы» неправильна с точки зрения норм русского словообразования — правильным является «драконовы законы»[1].
- В Древней Греции было распространено выражение принадлежащее Демаду[2]:

Кровью, а не чернилами были законы Драконта написаны.
Оригинальный текст (др.-греч.)δι' αἵματος, οὐ διὰ μέλανος, τοὺς νόμους ὁ Δράκων ἔγραψεν

- Фольклорная легенда утверждает, что Драконт погиб в эгинском театре, когда его, как уважаемого человека забросали головными уборами и накидками, отчего он задохнулся под их тяжестью[3].